# Hercegovac
Hercegovac är en ort i Kroatien.   Den ligger i länet Bjelovar-Bilogoras län, i den östra delen av landet, 80 km öster om huvudstaden Zagreb. Hercegovac ligger 139 meter över havet och antalet invånare är 1 273.
Terrängen runt Hercegovac är platt. Runt Hercegovac är det glesbefolkat, med 15 invånare per kvadratkilometer. Närmaste större samhälle är Garešnica, 10,9 km sydväst om Hercegovac. Trakten runt Hercegovac består till största delen av jordbruksmark.